# Premio de Música Polar
El Premio de Música Polar (en sueco, Polarpriset; en inglés, Polar Music Prize) es un premio internacional de música concedido anualmente por la Real Academia Sueca de Música a individuos, grupos o instituciones en reconocimiento de sus logros excepcionales en la creación y el avance de la música. Los premiados, que obtienen un millón de coronas suecas, reciben el galardón en Estocolmo, en una solemne ceremonia presidida por el rey Carlos XVI Gustavo de Suecia. 
Aunque muchos lo consideran el Premio Nobel de Música por la similitud en las formas, su prestigio es relativo en el mundo de la música culta, que goza de premios más respetados.
En 1989 Stig “Stikkan” Anderson —productor, letrista y representante de ABBA— donó un importante fondo a la Real Academia Sueca de Música para crear la Fundación de los Premios de Música Stig Anderson («The Stig Anderson Music Award Foundation»), con el fin de recompensar a los músicos más destacados del mundo. El premio finalmente se llamó «Polar Music Prize», en honor de Polar Music, uno de los sellos discográficos de Stig Anderson.
La fundación está dirigida por un patronato en el que participan miembros de la familia Anderson, del SKAP —Sociedad Sueca de Compositores de Música Popular— y del STIM —Sociedad Sueca de Derechos de Autor—, que nombra el comité de selección. 

## Premiados
| Año  | Beneficiario                                                                 | Nacionalidad                                 | Ref           |
| ---- | ---------------------------------------------------------------------------- | -------------------------------------------- | ------------- |
| 1992 | Paul McCartney                                                               | Reino Unido                                  | [ 1 ]         |
| 1992 | Países bálticos                                                              | Países bálticos (Estonia, Letonia, Lituania) | [ 2 ]         |
| 1993 | Dizzy Gillespie                                                              | Estados Unidos                               | [ 3 ]         |
| 1993 | Witold Lutosławski                                                           | Polonia                                      | [ 4 ]         |
| 1994 | Quincy Jones                                                                 | Estados Unidos                               | [ 5 ]         |
| 1994 | Nikolaus Harnoncourt                                                         | Austria                                      | [ 6 ]         |
| 1995 | Elton John                                                                   | Reino Unido                                  | [ 7 ]         |
| 1995 | Mstislav Rostropovich                                                        | Rusia                                        | [ 8 ]         |
| 1996 | Joni Mitchell                                                                | Canadá                                       | [ 9 ]         |
| 1996 | Pierre Boulez                                                                | Francia                                      | [ 10 ]        |
| 1997 | Bruce Springsteen                                                            | Estados Unidos                               | [ 11 ]        |
| 1997 | Eric Ericson                                                                 | Suecia                                       | [ 12 ]        |
| 1998 | Ray Charles                                                                  | Estados Unidos                               | [ 13 ]        |
| 1998 | Ravi Shankar                                                                 | India                                        | [ 14 ]        |
| 1999 | Stevie Wonder                                                                | Estados Unidos                               | [ 15 ]        |
| 1999 | Iannis Xenakis                                                               | Grecia                                       | [ 16 ]        |
| 2000 | Bob Dylan                                                                    | Estados Unidos                               | [ 17 ]        |
| 2000 | Isaac Stern                                                                  | Estados Unidos                               | [ 18 ]        |
| 2001 | Burt Bacharach                                                               | Estados Unidos                               | [ 19 ]        |
| 2001 | Robert Moog                                                                  | Estados Unidos                               | [ 20 ]        |
| 2001 | Karlheinz Stockhausen                                                        | Alemania                                     | [ 21 ]        |
| 2002 | Miriam Makeba                                                                | Sudáfrica                                    | [ 22 ]        |
| 2002 | Sofia Gubaidulina                                                            | Rusia                                        | [ 23 ]        |
| 2003 | Keith Jarrett                                                                | Estados Unidos                               | [ 24 ]        |
| 2004 | B.B. King                                                                    | Estados Unidos                               | [ 25 ]        |
| 2004 | György Ligeti                                                                | Hungría                                      | [ 26 ]        |
| 2005 | Gilberto Gil                                                                 | Brasil                                       | [ 27 ]        |
| 2005 | Dietrich Fischer-Dieskau                                                     | Alemania                                     | [ 28 ]        |
| 2006 | Led Zeppelin                                                                 | Reino Unido                                  | [ 29 ]        |
| 2006 | Valery Gergiev                                                               | Rusia                                        | [ 30 ]        |
| 2007 | Sonny Rollins                                                                | Estados Unidos                               | [ 31 ]        |
| 2007 | Steve Reich                                                                  | Estados Unidos                               | [ 32 ]        |
| 2008 | Pink Floyd                                                                   | Reino Unido                                  | [ 33 ]        |
| 2008 | Renée Fleming                                                                | Estados Unidos                               | [ 34 ]        |
| 2009 | Peter Gabriel                                                                | Reino Unido                                  | [ 35 ]        |
| 2009 | José Antonio Abreu y el Sistema Nacional de Orquestas Infantiles y Juveniles | Venezuela                                    | [ 36 ]        |
| 2010 | Björk                                                                        | Islandia                                     | [ 37 ]        |
| 2010 | Ennio Morricone                                                              | Italia                                       | [ 38 ]        |
| 2011 | Kronos Quartet                                                               | Estados Unidos                               | [ 39 ]        |
| 2011 | Patti Smith                                                                  | Estados Unidos                               | [ 40 ]        |
| 2012 | Paul Simon                                                                   | Estados Unidos                               | [ 41 ]        |
| 2012 | Yo-Yo Ma                                                                     | Estados Unidos                               | [ 42 ]        |
| 2013 | Youssou N'Dour                                                               | Senegal                                      | [ 43 ]        |
| 2013 | Kaija Saariaho                                                               | Finlandia                                    | [ 44 ]        |
| 2014 | Chuck Berry                                                                  | Estados Unidos                               | [ 45 ]        |
| 2014 | Peter Sellars                                                                | Estados Unidos                               | [ 45 ] [ 46 ] |
| 2015 | Emmylou Harris                                                               | Estados Unidos                               | [ 47 ]        |
| 2015 | Evelyn Glennie                                                               | Reino Unido                                  | [ 48 ]        |
| 2016 | Max Martin                                                                   | Suecia                                       | [ 49 ]        |
| 2016 | Cecilia Bartoli                                                              | Italia                                       | [ 50 ]        |
| 2017 | Sting                                                                        | Reino Unido                                  | [ 51 ]        |
| 2017 | Wayne Shorter                                                                | Estados Unidos                               | [ 52 ]        |
| 2018 | Instituto Nacional de Música de Afganistán y Ahmad Sarmast                   | Afganistán                                   | [ 53 ]        |
| 2018 | Metallica                                                                    | Estados Unidos                               | [ 54 ]        |
| 2019 | Grandmaster Flash                                                            | Estados Unidos                               | [ 55 ]        |
| 2019 | Anne-Sophie Mutter                                                           | Alemania                                     | [ 56 ]        |
| 2019 | Playing for Change                                                           | Estados Unidos                               | [ 57 ]        |
| 2020 | Anna Netrebko                                                                | Rusia, Austria                               | [ 58 ]        |
| 2020 | Diane Warren                                                                 | Estados Unidos                               | [ 59 ]        |
| 2021 | Cancelado por la Pandemia de Covid-19                                        | Cancelado por la Pandemia de Covid-19        | [ 60 ]        |
| 2022 | Iggy Pop                                                                     | Estados Unidos                               | [ 61 ]        |
| 2022 | Ensemble intercontemporain                                                   | Francia                                      | [ 62 ]        |
| 2023 | Chris Blackwell                                                              | Reino Unido                                  | [ 63 ]        |
| 2023 | Angélique Kidjo                                                              | Benin                                        | [ 64 ]        |
| 2023 | Arvo Pärt                                                                    | Estonia                                      | [ 65 ]        |
| 2024 | Nile Rodgers                                                                 | Estados Unidos                               | [ 66 ]        |
| 2024 | Esa-Pekka Salonen                                                            | Finland                                      | [ 67 ]        |
| 2025 | Barbara Hannigan                                                             | Canadá                                       | [ 68 ]        |
| 2025 | Herbie Hancock                                                               | Estados Unidos                               | [ 69 ]        |
| 2025 | Queen                                                                        | Reino Unido                                  | [ 70 ]        |